# Grå minivett
Grå minivett (Pericrocotus divaricatus) är en asiatisk fågel i familjen gråfåglar inom ordningen tättingar.

## Kännetecken

### Utseende
Grå minivett är en medelstor (21-24 cm) minivett i vitt, grått och svart. Hanen är gräddvit på panna och undersida, svart på tygel, hjässa och nacke och grå på ryggen. Honan är blekgrå ovan med svartaktig tygel och ett vitaktigt smalt band i pannan.

### Läten
Sången är en metallisk och något cikadalik snabb och stigande drill. I flykten hörs omelodisk< och något tvekande, stigande läten.

## Utbredning
Grå minivett häckar i nordöstra Asien, närmare bestämt i sydöstra Sibirien (söderut från centrala Amurland), nordöstra Kina (huvudsakligen Heilongjiang och Jilin), Korea och Japan. Vintertid flyttar den till Sydostasien, Sumatra, Borneo och Filippinerna, regelbundet även Indien.

## Systematik
Grå minivett är nära släkt med både rosenminivett (Pericrocotus roseus) och brungumpad minivett (P. cantonensis). Närmast står den ryukyuminivetten (P. tegimae) som fram tills nyligen inkluderades i arten. Grå minivett behandlas som monotypisk, det vill säga att den inte delas in i några underarter.

## Levnadssätt
Grå minivett häckar i städsegrön och lövfällande skog samt i öppna skogslandskap. Vintertid hittas den även i mangroveträsk, kustnära växtlighet och plantage. Födan består huvudsakligen av smp ryggradslösa djur som fjärilslarver och flygande insekter. Fågeln häckar mellan maj och juni i Sibirien, i Japan även in i juli.

## Status och hot
Arten har ett stort utbredningsområde och en stor population, men tros minska i antal till följd av habitatförlust och jakt, dock inte tillräckligt kraftigt för att den ska betraktas som hotad. Internationella naturvårdsunionen IUCN kategoriserar därför arten som livskraftig (LC). Världspopulationen har inte uppskattats men den beskrivs som ganska vanlig.